# Sofia Carlota de Brandemburgo-Bayreuth
Sofia Carlota de Brandenburg-Bayreuth (27 de julho de 1713 - 2 de março de 1747), foi uma nobre alemã, membro da Casa de Hohenzollern e, por casamento, duquesa de Saxe-Weimar e Saxe-Eisenach.

## Primeiros anos
Nascida em Weferlingen, era a quarta dos cinco filhos nascidos do casamento de Jorge Frederico Carlos, Marquês de Brandemburgo-Bayreuth e da princesa Doroteia de Schleswig-Holstein-Sonderburg-Beck. Em 1716, a sua mãe foi condenada por adultério e presa. É provável que as duas nunca mais se tenham voltado a ver.

## Casamento e descendência
Em Bayreuth, a 7 de Abril de 1734, Sofia Carlota casou-se com Ernesto Augusto I, Duque de Saxe-Weimar, tornando-se a sua segunda esposa. Juntos, tiveram quatro filhos:
1. Carlos Augusto de Saxe-Weimar (1 de Janeiro de 1735 - 13 de Setembro de 1736), príncipe-herdeiro de Saxe-Weimar, morreu aos oito meses de idade.
2. Ernsto Augusto II, Duque de Saxe-Weimar-Eisenach (2 de Junho de 1737 - 28 de Maio de 1758), casado com Ana Amália de Brunsvique-Volfembutel; com descendência.
3. Ernestina Augusta de Saxe-Weimar (4 de Janeiro de 1740 - 10 de Junho de 1786), casada com Ernsto Frederico III, Duque de Saxe-Hildburghausen; com descendência.
4. Ernesto Adolfo de Saxe-Weimar (23 de Janeiro de 1741 - 1743) [?].

A 26 de Julho de 1741 Sofia tornou-se também duquesa-consorte de Saxe-Eisenach quando o seu marido herdou esses territórios.
Sofia Carlota morreu em Ilmenau aos trinta-e-três anos de idade. Foi enterrada nessa mesma cidade.

## Genealogia
| Sofia Carlota de Brandemburgo-Bayreuth | Pai: Jorge Frederico Carlos, Marquês de Brandemburgo-Bayreuth | Avô paterno: Cristiano Henrique, Marquês de Brandemburgo-Bayreuth-Kulmbach | Bisavô paterno: Jorge Alberto, Marquês de Brandemburgo-Bayreuth-Kulmbach             |
| Sofia Carlota de Brandemburgo-Bayreuth | Pai: Jorge Frederico Carlos, Marquês de Brandemburgo-Bayreuth | Avô paterno: Cristiano Henrique, Marquês de Brandemburgo-Bayreuth-Kulmbach | Bisavó paterna: Leonor Doroteia de Anhalt-Dessau                                     |
| Sofia Carlota de Brandemburgo-Bayreuth | Pai: Jorge Frederico Carlos, Marquês de Brandemburgo-Bayreuth | Avó paterna: Cristina Isabel de Schleswig-Holstein-Sonderburg              | Bisavô paterno: João Cristiano, Duque de Schleswig-Holstein-Sonderburg               |
| Sofia Carlota de Brandemburgo-Bayreuth | Pai: Jorge Frederico Carlos, Marquês de Brandemburgo-Bayreuth | Avó paterna: Cristina Isabel de Schleswig-Holstein-Sonderburg              | Bisavó paterna: Maria Isabel de Schleswig-Holstein-Sonderburg-Glücksburg             |
| Sofia Carlota de Brandemburgo-Bayreuth | Mãe: Doroteia de Schleswig-Holstein-Sonderburg-Beck           | Avô materno: Frederico Luís, Duque de Schleswig-Holstein-Sonderburg-Beck   | Bisavô materno: Augusto Filipe, Duque de Schleswig-Holstein-Sonderburg-Beck          |
| Sofia Carlota de Brandemburgo-Bayreuth | Mãe: Doroteia de Schleswig-Holstein-Sonderburg-Beck           | Avô materno: Frederico Luís, Duque de Schleswig-Holstein-Sonderburg-Beck   | Bisavó materna: Maria Sibila de Nassau-Saarbrücken                                   |
| Sofia Carlota de Brandemburgo-Bayreuth | Mãe: Doroteia de Schleswig-Holstein-Sonderburg-Beck           | Avó materna: Luísa Carlota de Schleswig-Holstein-Sonderburg-Augustenburg   | Bisavô materno: Ernesto Günther, Duque de Schleswig-Holstein-Sonderburg-Augustenburg |
| Sofia Carlota de Brandemburgo-Bayreuth | Mãe: Doroteia de Schleswig-Holstein-Sonderburg-Beck           | Avó materna: Luísa Carlota de Schleswig-Holstein-Sonderburg-Augustenburg   | Bisavó materna: Augusta de Schleswig-Holstein-Sonderburg-Glücksburg                  |